# Кузяев, Руслан Адьямович
Руслан Адьямович Кузяев (род. 7 августа 1987) — российский футболист, полузащитник.

## Карьера
Начал профессиональную карьеру в мурманском «Севере», когда команду тренировал его отец Адьям Кузяев. Постепенно стал основным игроком клуба. По окончании сезона 2011/2012 покинул «Север». В течение нескольких лет играл на любительском уровне. В 2016 году возобновил профессиональную карьеру и заключил контракт с эстонским клубом Премиум-лиги «Нарва-Транс», главным тренером которого являлся его отец. Дебютировал за команду в матче 3 тура против «Флоры» (0:3). Через полгода покинул команду и вернулся в Россию.
С августа 2016 по февраль 2017 выступал за любительский футбольный клуб «Максима», выступавшем в Чемпионате, Кубке и Зимнем первенстве Санкт-Петербурга.
После завершения карьеры футболиста занялся предпринимательской деятельностью.

## Личная жизнь
Руслан — футболист в третьем поколении, отец
Адьям Кузяев и дед Кабир Кузяев выступали в Таджикистане. Является двоюродным внуком Макадеста Кузяева. Младший брат Далер также футболист.